# Molenpolder de Nijverheid
De Molenpolder de Nijverheid is een voormalig waterschap (molenpolder) in de provincie Groningen. Het schap was opgericht in 1805 of 1806 onder de naam Molenpolder Oostkant Kleinemeer.
De polder lag ten zuiden van Sappemeer. De noordgrens lag bij de Tripscompagniesterdiep (Neroweg), de oostgrens 100 m ten oosten van de voormalige gemeentegrens Menterwolde-Hoogezand-Sappemeer, de zuidgrens volgt de gemeentegrens en het verlengde daarvan tot het Borgercompagniesterdiep en de westgrens liep langs dit diep. De molen stond aan de noordzijde van het waterschap en sloeg zijn water uit op het Tripscompagniesterdiep.
Waterstaatkundig gezien ligt het gebied sinds 2000 binnen dat van het waterschap Hunze en Aa's.

## Naam
Het schap moet niet worden verward met het waterschap De Nijverheid of met de Nijverheidspolder.